# Vicenç Balaguer Pascual
Vicenç Balaguer Pascual, més conegut com a Cata, (Alcoi, 8 de maig de 1926 - Barcelona, 20 de gener de 2004) fou un futbolista valencià de la dècada de 1950.

## Trajectòria
Començà la seva trajectòria al Serpis, un club filial de l'Alcoià, amb el qual es proclamà campió d'Espanya aficionats. A continuació passà al CE Alcoià, club amb el qual ascendí a Primera divisió. L'any 1951 fou fitxat per l'Espanyol per 300.000 pessetes. Destacà a la línia defensiva de l'equip del RCD Espanyol anomenat de l'oxigen d'Alejandro Scopelli, juntament amb el porter Marcel Domingo i els també defenses Josep Parra i Antoni Argilés. Disputà la final de la Copa d'Espanya de l'any 1957 enfront del FC Barcelona, on fou el capità de l'equip. En total romangué set temporades al primer equip disputant més de 130 partits a primera divisió. A continuació signà pel Granada CF i més tard per la CD Ourense. Amb el Granada tornà a arribar a la final de Copa però fou novament derrotat pel FC Barcelona, aquest cop per 4 a 1 a la final disputada a l'estadi Santiago Bernabeu.
Fou un cop internacional amb la selecció catalana l'any 1956. Un cop es retirà fou entrenador de diversos clubs modestos, com la UE Sant Andreu. L'ajuntament d'Alcoi li dedicà un carrer amb el seu nom en reconeixement de la seva carrera esportiva el 19 de juliol de 2000. Va morir a Barcelona el gener del 2004.